# Художній критик

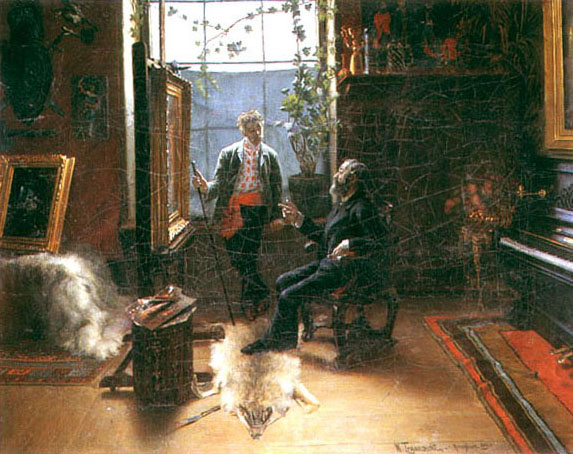
Трояновський Вікентій Войцехович (1859—1928). Критик у художника. 1889

Художній критик (також арт-критик, від англ. art — мистецтво) — фахівець, який займається художньою критикою, тобто, тлумаченням та оціненням переважно сучасних творів, нових явищ та тенденцій в образотворчому мистецтві.